# Repetophragma goidanichii
Repetophragma goidanichii är en svampart som först beskrevs av Rambelli, och fick sitt nu gällande namn av W.P. Wu 2005. Repetophragma goidanichii ingår i släktet Repetophragma, klassen Dothideomycetes, divisionen sporsäcksvampar och riket svampar.   Inga underarter finns listade i Catalogue of Life.